# ضريح جواد خان
ضريح جواد خان - يقع في ساحة شاح عباس، قرب مسجد شاح عباس، في مدينة كنجه.

## التاريخ
تم اكتشاف هذا الضريح في الفترات الاتحاد السوفيتي، إثناء الحفريات لبناء نافورة في فناء المسجد.
و اظهرت من الأراضي القبور الذي مكتوب في الغة العربية.
في عام 2005, بدعم مؤسسة حيدر علييف، تم إنشاء الضريح على القبر لذكرة جواد خان.
وقد بنى الضريح في شكل رباعي في أسلوب المدرسة المعمارية أران وتغطى مع القبة.
في الوسط المركز قبر جواد خان.الحجر القديم يتم الحفاظ كمعرض قيم في متحف كنجة لتاريخ وإتنغرافيا.

## مراجع

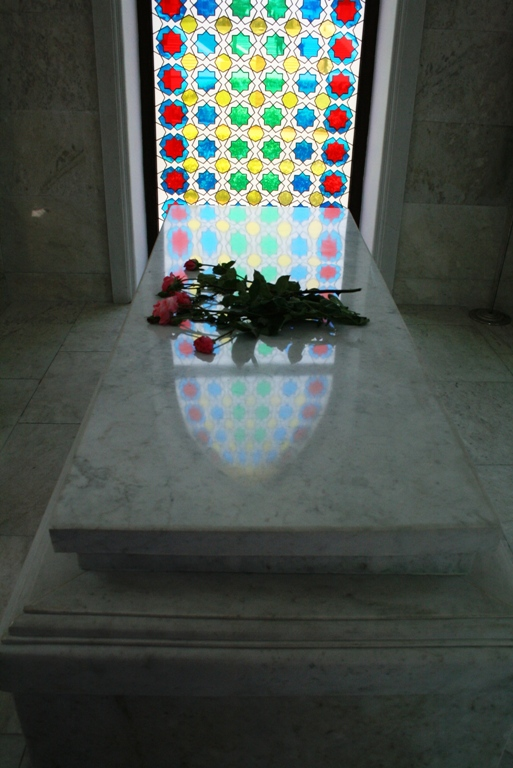
قبر جواد خان في الضريح

## أعلام
- جواد خان